# 13010 Germantitov
13010 Germantitov este un asteroid din centura principală de asteroizi.

## Descriere
13010 Germantitov este un asteroid din centura principală de asteroizi. A fost descoperit pe 29 august 1986 la Observatorul de Astrofizică din Crimeea de Liudmila Juravliova. Asteroidul prezintă o orbită caracterizată de o semiaxă mare de 3,13 ua, o excentricitate de 0,10 și o înclinație de 13,7° în raport cu ecliptica.